# Moravec (Žďár nad Sázavou-i járás)
Moravec település Csehországban, a Žďár nad Sázavou-i járásban. Moravec Bobrová, Radkov, Strážek, Pikárec és Mirošov településekkel határos. Lakosainak száma 678 fő (2024. január 1.).

## Népesség
A település lakosságának változását az alábbi diagram mutatja:
| Lakosok száma | 372  | 471  | 522  | 648  | 597  | 602  | 623  | 612  | 650  | 678  |
|               | 1869 | 1900 | 1921 | 1961 | 1980 | 2011 | 2016 | 2019 | 2021 | 2024 |